# Sarcophaga vicina
Sarcophaga vicina är en tvåvingeart som beskrevs av Macquart 1835. Sarcophaga vicina ingår i släktet Sarcophaga och familjen köttflugor.
Artens utbredningsområde är Frankrike. Arten är reproducerande i Sverige. Inga underarter finns listade i Catalogue of Life.